# Ayọ Tometi
Ayọ Tometi (* 15. srpna 1984), dříve známá jako Opal Tometi, je americká aktivistka za lidská práva, spisovatelka, stratéžka a komunitní organizátorka. Je spoluzakladatelkou hnutí Black Lives Matter (BLM) a je bývalou výkonnou ředitelkou první národní organizace pro práva přistěhovalců afrického původu ve Spojených státech, Black Alliance for Just Immigration (BAJI), kde pracovala v různých funkcích více než devět let.
Začínala jako aktivní komunitní organizátorka ve svém rodném městě, kde se zasazovala o otázky lidských práv. Vedla kampaně za prosazování lidských práv, práv migrantů a rasové spravedlnosti po celém světě. Pracovala také jako případová manažerka pro osoby, které přežily domácí násilí.

## Mládí avzdělání
Ayọ Tometi je dcerou nigerijských přistěhovalců, kteří pocházejí z Lagosu. Její rodiče jsou jorubské národnosti a mluví jorubštinou a jazykem esan. Její prapradědeček se narodil v Togu a jeho syn, Tometiin pradědeček, pocházel z Kamerunu. Také Tometiin dědeček se nakonec narodil v Kamerunu, předtím než emigroval do Nigérie. Je nejstarší ze tří dětí, má dva mladší bratry a vyrůstala převážně na předměstí Phoenixu v Arizoně s dalšími dětmi přistěhovalců. Kromě jorubštiny a esanštiny vyrůstala Tometi v řeči pidžinské angličtiny.
Její rodiče se přestěhovali z Nigérie do Spojených států jako přistěhovalci bez dokladů v roce 1983, rok před Tometiiným narozením. Během jejího středoškolského studia jim hrozila deportace a její matka se kvůli probíhajícímu případu nemohla vrátit do Nigérie na pohřeb svého otce, Tometiina dědečka z matčiny strany. Její rodiče nakonec v procesu deportace uspěli a mohli zůstat ve Spojených státech. S deportací v mládí bojovali i další členové Tometiiny rodiny a přátelé, včetně jejího strýce. Tometiini rodiče později založili církev Phoenix Impact Center v arizonském Phoenixu, v níž je její otec pastorem a která také pomáhá novým přistěhovalcům přizpůsobit se životu ve Spojených státech. Tometi poprvé navštívila Nigérii, když jí bylo 17 let, a tyto zkušenosti formovaly její přístup k proimigrační podpoře.
V roce 2005 získala bakalářský titul z veřejné/aplikované historie na Arizonské univerzitě a v roce 2010 magisterský titul z komunikačních studií se specializací na advokacii a rétoriku na Arizonské státní univerzitě.
Dne 7. května 2016 obdržela čestný titul doktorky věd na Clarksonově univerzitě. Tometi je bývalou případovou manažerkou pro osoby, které přežily domácí násilí, a i nadále se věnuje komunitnímu vzdělávání v této oblasti.

## Kariéra

### Raný aktivismus
Poté, co její rodiče vyhráli spor o deportaci, začala Tometi spolupracovat s American Civil Liberties Union (ACLU). Pracovala jako právní dozorkyně na americko-mexické hranici. Během studia na Arizonské univerzitě se Tometi v rámci kampaně Alto Arizona zasazovala proti arizonskému zákonu SB 1070, jednomu z nejpřísnějších protiimigračních zákonů přijatých v historii Spojených států. V Black-Brown Coalition of Arizona dříve zastávala také pozici hlavní koordinátorky. V roce 2010 působila Tometi také jako mluvčí hnutí Puente, skupiny hájící práva přistěhovalců v Arizoně.

### Black Lives Matter
Tometi spolu s komunitními organizátorkami Patrisse Cullors a Aliciou Garzou založily v roce 2013 hnutí Black Lives Matter (BLM). Garza původně napsala příspěvek na Facebooku jako reakci na osvobozující rozsudek nad Georgem Zimmermanem v případě vraždy Trayvona Martina. V reakci na tento příspěvek Cullors poprvé použila hashtag #blacklivesmatter. Poté Tometi kontaktovala Cullors a Garzu s nápadem koupě internetové domény se stejným názvem. Všechny tři souhlasily a Tometi zakoupila doménu Blacklivesmatter.com, založila stránky hnutí na Facebooku, Tumblru a Twitteru. Tometi oslovila řadu dalších aktivistů z černošské komunity, informovala je o nových plánech a vyzvala je, aby se prostřednictvím hashtagu zapojili. Tometi se také zasloužila o výběr černé a žluté barvy jako barev organizace, kromě toho vytvořila platformu na sociálních sítích a strategii BLM.
O rok později byl ve Fergusonu ve státě Missouri zabit policistou Michael Brown. Tometi byla prostřednictvím sociálních médií svědkyní nepokojů, které se ve městě odehrávaly, a zorganizovala mobilizaci 500 komunitních aktivistů, aby ve městě uspořádali demonstraci. Tuto akci označila jako „Black Lives Matter Freedom Ride“ a věří, že tak podnítila touhu udělat z Black Lives Matter celosvětové hnutí.
Po zabití Erica Garnera Tometi uspořádala kampaň s názvem „Safety Beyond Policing in New York“. Je zastánkyní snižování financování policie.

### Black Alliance for Just Immigration
V letech 2011 až 2020 pracovala Tometi jako ředitelka pro spolupráci a komunikaci a poté se stala výkonnou ředitelkou Black Alliance for Just Immigration (BAJI), první národní organizace pro práva přistěhovalců afrického původu. Pracovala jako výkonná ředitelka BAJI, když v roce 2013 poprvé uviděla Garzin příspěvek na Facebooku. V této funkci byla Tometi zodpovědná za vedení pracovníků v rámci organizačních výborů BAJI ve Washingtonu, D. C., Phoenixu, Los Angeles, Oaklandu, New Yorku a také výborů na jihu v rámci různých iniciativ týkajících se rasové spravedlnosti a práv přistěhovalců ve Spojených státech. Mezi její další zásluhy patřilo vedení organizace shromáždění za spravedlnost pro přistěhovalce a první briefing Kongresu o černošských přistěhovalcích ve Washingtonu D.C. Po zemětřesení na Haiti v roce 2010 bylo mnoho Haiťanů nuceno opustit své domovy a Tometi v čele BAJI zajistila víza pro shledání rodin postižených touto katastrofou. Pomohla také zahájit spolupráci BAJI s kampaní Race Forward's Drop the I-Word.